# صقر الرشود
صقر الرشود (11 يونيو 1941 - 25 ديسمبر 1978)، مخرج وممثل ومؤلف كويتي.

## عن حياته
ولد في منطقة شرق بالكويت، وقد قضى طفولته متنقلا بين عدد من الدول فغادر إلى البحرين والهند وباكستان والسعودية في المدينة المنورة، تلقّى تعليمه في السعودية في المدينة المنورة في عام 1950 واستقر فيها مع عائلته هناك، وفي عام 1956 طلب من والده العودة إلى الكويت، ولكنه رفض فعاد وحده إلى الكويت، والتحق بعدها بكلية الصناعة ولكنه تركها، وفي عام 1967 حصل على الشهادة المتوسطة بعد عودته إلى الدراسة، ثم حصل على الشهادة الثانوية من البحرين في عام 1969 والتحق بجامعة الكويت قسم العلوم السياسية وحصل على الشهادة في 1974 بتقدير جيد جداً.

### دوره في المسرح الكويتي
كان له دور بارز في تلك الفترة من خلال خشبة المسرح مع العديد من الفنانين، حيث أنه أخرج وألَّف ومثّل عدة مسرحيات للفرقة بلغت 23 مسرحية، وقد شارك صديقه الكاتب عبد العزيز السريع في تأليف مسرحية «بحمدون المحطة»، بالإضافة للمسرح كان يعمل في وزارة التربية والتعليم ومن ثم وزارة الإعلام في الكويت، وقد قام بكتابة أول مسرحية كويتية غير ارتجالية في عام 1960 وهي مسرحية تقاليد التي تُعد أول مسرحية مكتوبة بعد التخلي عن المسرح الارتجالي.

### حياته الأسرية
كان متزوج، وله من الأبناء نضال، فراس، فاطمة، خولة، وأصغرهم سلمان الذي توفي والده عندما كان عمره ستة أشهر.

## وفاته
في 25 ديسمبر 1978 توفي بحادث سير مؤلم في الإمارات العربية المتحدة، دُفن في الكويت، وحضر موكب تشييعه عدد من الفنانين رفقاء دربه والشيخ سعد العبد الله السالم الصباح.

## أعماله

### أعماله الإخراجية

#### من المسرحيات
- بحمدون المحطة.
- الأسرة الضائعة.
- الخطأ والفضيحة.
- أنا والأيام والجوع.
- المخلب الكبير.
- الطين.
- عنده شهادة.
- لمن القرار الأخير.
- بخور أم جاسم.
- الجرة.
- 1، 2، 3، 4 بوم
- الواوي.
- متاعب صيف.
- الفخ.
- الأول تحول.
- شياطين ليلة الجمعة.
- حفلة على الخازوق.
- علي جناح التبريزي.
- شمس النهار.
- عريس بنت السلطان.

#### السهرات التلفزيونية
- المخلب الكبير.
- صفقة مع الشيطان.
- فلوس ونفوس.
- كلمات متقاطعه.

### الأعمال الذي قام بكتابته

#### المسرح
- تقاليد.
- فتحنا.
- بسافر وبس.
- علي جناح التبريزي.
- الطين صار سميت.
- الحاجز.

## الجوائز
- 1970:  سوريا - جائزة أفضل مخرج في مهرجان دمشق المسرحي.
- 1978:  الإمارات العربية المتحدة - انتدب للعمل في دولة الإمارات العربية كخبير في المسرح، فأسس هناك المسرح القومي، وأخرج بعض المسرحيات.
- كما كُرِّم في مهرجان الكويت المسرحي السابع.

## روابط خارجية
- صقر الرشود على موقع قاعدة بيانات الأفلام العربية